# Chiesa di Santa Vittoria (Osilo)
La chiesa di Santa Vittoria, chiamata anche chiesa di Santa Vittoria de sa Rocca, è la parrocchiale in frazione Santa Vittoria a Osilo. Risale al XVII secolo.

## Storia
L'edificio religioso venne fondato in epoca precedente a quella nel quale è sorto poi l'abitato del piccolo centro, attorno al XVII secolo. Viene considerato quindi il primo nucleo dal quale è nata la frazione di Santa Vittoria di Osilo.

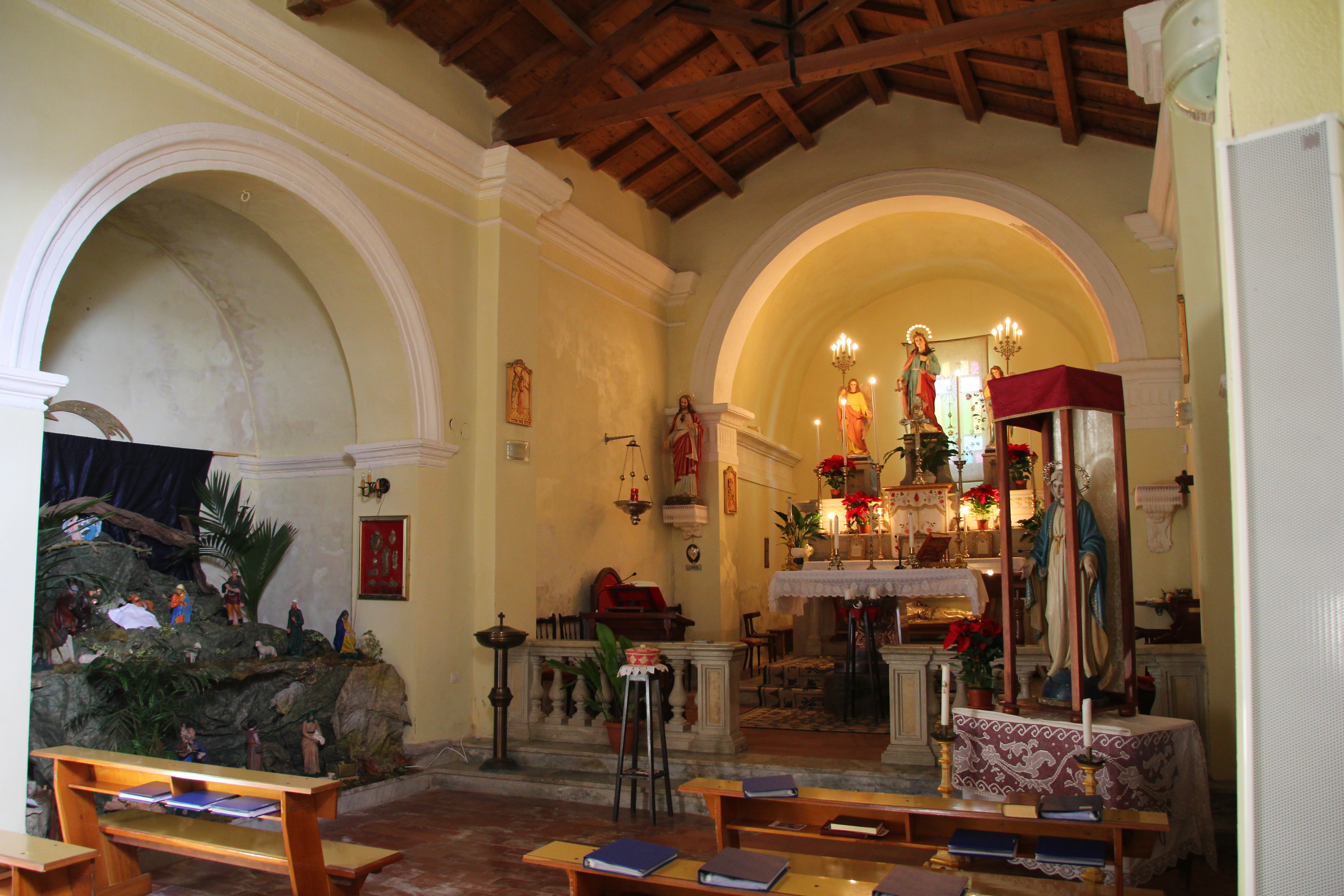
Altar maggiore di Santa Vittoria con la cappella laterale nella quale è allestito il presepe.

Il paese venne probabilmente fondato da esuli, ed i primi ad arrivare furono coloro che fuggivano dalle guerre tra Perfugas e Bulzi, in seguito raggiunti da altri. Il primo ricovero, per loro, fu il loggiato della chiesa, dopo aver ottenuto l'autorizzazione dell'autorità religiosa di Osilo.

## Descrizione
La chiesa di Santa Vittoria della roccia ha una pianta irregolare, leggermente curva, che segue l'andamento della parete rocciosa alla quale è addossata.
Il campanile è a vela, ed è posto anteriormente, al centro della facciata.
La facciata si presenta in stile rinascimentale ed al centro è presente una scritta che riporta la data 1731 con la dedica a Santa Vittoria de sa Rocca.
L'interno è a navata unica, curvilinea, conclusa da un’abside semicircolare. La copertura della sala è a capriate. 
L'accesso dall'esterno è posto ad un livello superiore rispetto al piano della sala.